# Un fiume amaro/Tienimi con te
Un fiume amaro/Tienimi con te, pubblicato nel 1970, è un 45 giri della cantante italiana Iva Zanicchi.
Un fiume amaro è inserita nell'album Caro Theodorakis...Iva, pubblicato nel luglio 1970. Tienimi con te è inserita nell'album Iva senza tempo, pubblicato nel maggio 1970

## Tracce
Lato A
- Un fiume amaro - 5:25 - (C. Dimitri - S. Tuminelli - Mikīs Theodōrakīs)

Lato B
- Tienimi con te - 2:30 - (E. Leoni - A. Cocco)

## Altre versioni
La canzone viene tradotta in croato (traduzione: Tomislav Ivčić) in 1989 e cantata da cantanti croati Tomislav Ivčić e Meri Cetinić sotto il nome Gorka rijeka, sullo stesso album.